# Prunet
Prunet és un poble del municipi rossellonès de Prunet i Bellpuig, als Aspres (Catalunya del Nord). De població disseminada, té el seu centre a l'església de sant Esteve, a 445 metres d'altitud. Es comunica amb la vall de la Cantarana pel coll de Prunet.
Està situat en el sector nord-oriental del terme comunal, enlairat dalt d'una carena. Es tracta d'una parròquia d'hàbitat dispers, pràcticament sense nucli urbà.
Prunet s'originà al segle x, a conseqüència de la reconquesta carolíngia, en dos nuclis anomenats Prunedell d'Amunt i d'Avall. Als segles X o XI, Prunedell d'Avall (en l'actualitat Prunet de Baix) passà a tenir església, l'actual de Sant Esteve de Prunet. Prunedell d'Amunt tenia tan sols una capella dedicada a santa Maria, que al segle xiii apareix documentada com a Nostra Senyora del Coll i que el segle xvii esdevingué ermita; situada vora l'actual termenal dels municipis de Prunet i Bellpuig, Queixàs i Calmella, resta en territori d'aquest darrer.